# Acalypha yucatanensis
Acalypha yucatanensis é uma espécie de flor do gênero Acalypha, pertencente à família Euphorbiaceae.